# Norrtullkyrkan

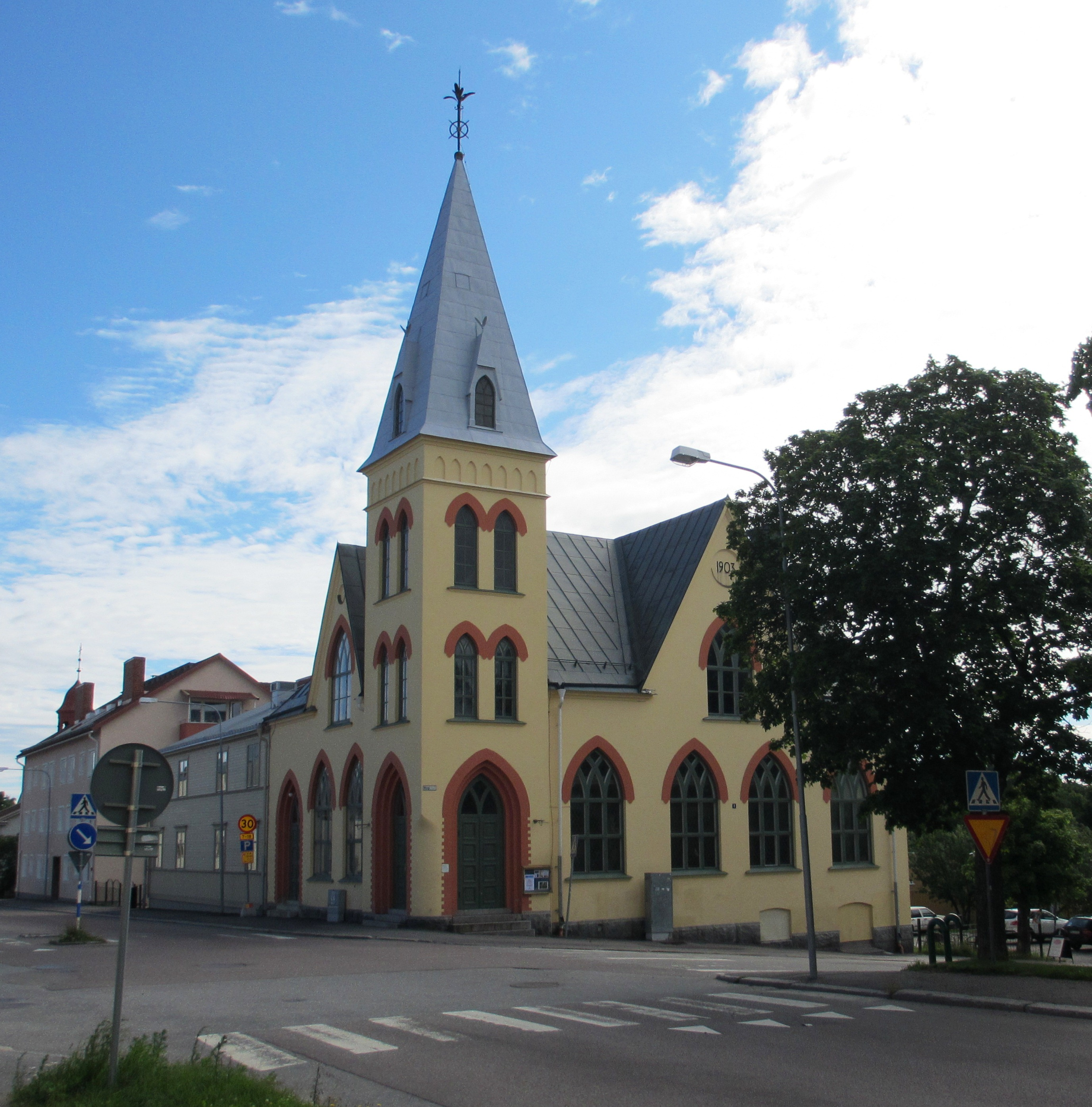
Norrtullkyrkan

Norrtullkyrkan är en frikyrkobyggnad i kvarteret Linden vid hörnet av Norrtullgatan och Nygatan i Söderhamn. Efter att sedan tillkomsten ha varit baptistkyrka tillhör den sedan 2007 stadens pingstförsamling.
Baptistförsamlingen i Söderhamn bildades redan 1860. Församlingen invigde 1878 ett kapell i kvarteret Linden och 1903 tillkom Elimkyrkan i nygotisk stil efter ritningar av arkitekten Erik Jakobsson i hörnet av Norrtullsgatan och Nygatan. Det gamla kapellet byggdes 1910 om i jugendstil.
År 2007 övertogs byggnaden av Söderhamns pingstförsamling. I samband med detta revs den äldre delen för att ge plats åt nya och moderna lokaler.